# Харченко, Игорь Юрьевич
Игорь Юрьевич Харченко (укр. Ігор Юрійович Харченко; род. 15 мая 1962, Киев, Украинская ССР, СССР) — украинский дипломат, Чрезвычайный и Полномочный Посол Украины.

## Биография
Родился 15 мая 1962 года в Киеве.
С 1979 по 1980 год работал электромонтёром ВЭО «Киевэнерго». С 1980 по 1985 год — студент Киевского государственного университета им. Т. Г. Шевченко.
В 1985 году окончил Киевский национальный университет им. Т. Г. Шевченко по международным отношениям, а также на референта-переводчика английского и румынского языков. Игорь получил степень кандидата исторических наук.
С 1985 года — преподаватель кафедры гуманитарных дисциплин подготовительного факультета для иностранных граждан Киевского национального университета им. Т. Г. Шевченко.
С 1985 по 1988 год — аспирант кафедры истории международных отношений и внешней политики киевского национального университета им. Т. Г. Шевченко.
С 1988 по 1992 год — преподаватель кафедры истории международных отношений и внешней политики Украинского института международных отношений при Киевском национальном университете им. Т. Г. Шевченко.
С 1992 года — первый секретарь сектора Европейской политики отдела политического анализа и планирования МИД Украины.
С 1992 по 1993 год — заведующий сектором Европейской политики отдела политического анализа и планирования МИД Украины.
С 1993 года — исполняющий обязанности начальника отдела политического анализа и планирования МИД Украины; исполняющий обязанности начальника Управления политического анализа и планирования МИД Украины.
С 1993 по 1997 год — начальник управления политического анализа и планирования МИД Украины.
С 1997 по 1998 год — заместитель Постоянного представителя Украины при ООН (руководитель Секретариата Главы 52-й сессии ГА ООН); Посол Украины по особым поручениям.
С 5 октября 1998 по 9 ноября 2000 года — Чрезвычайный и Полномочный Посол Украины в Румынии.
С 2 ноября 2000 по 21 августа 2001 года — заместитель министра иностранных дел Украины.
С 21 августа 2001 по 12 июля 2003 года — заместитель государственного секретаря Министерства иностранных дел Украины.
С 24 сентября 2001 года — полномочный представитель Украины на Балканах.
В 2002 году получил орден «За заслуги» III степени.
С 12 июля по 22 ноября 2003 года — заместитель Министра иностранных дел Украины.
С 22 ноября 2003 по 9 декабря 2005 года — Чрезвычайный и Полномочный Посол Украины в Республике Польша.
С 9 декабря 2005 по 29 июня 2010 года — Чрезвычайный и Полномочный Посол Украины в Великобритании.
С 19 апреля 2006 по 29 июня 2010 года — Постоянный представитель Украины при Международной морской организации (ИМО) по совместительству.
С 16 сентября 2010 года — Специальный представитель Украины по вопросам приднестровского урегулирования.
С 29 января 2013 по 14 апреля 2020 года — Чрезвычайный и Полномочный Посол Украины в Японии.
11 апреля 2013 года вручил верительные грамоты в Императорском дворце.
Владеет английским, румынским, польским и русским языками.
Женат, имеет двух дочерей.